# Colacosiphon
Colacosiphon är ett släkte av svampar. Colacosiphon ingår i familjen Cryptomycocolacaceae, ordningen Cryptomycocolacales, klassen Cryptomycocolacomycetes, divisionen basidiesvampar och riket svampar.
| Colacosiphon | \| \| Colacosiphon filiformis \| \| \| \| |
|              | \| \| Colacosiphon filiformis \| \| \| \| |
|              | Cryptomycocolax                           |
|              |                                           |
|              | Colacosiphon filiformis                   |
|              |                                           |

|  | Colacosiphon filiformis |
|  |                         |